# Havana (film)
 For alternative betydninger, se Havana (flertydig). (Se også artikler, som begynder med Havana)
Havana er en amerikansk dramafilm fra 1990, instrueret og produceret af Sydney Pollack.

## Medvirkende
- Robert Redford som Jack Weil, en professionel hasardspiller
- Lena Olin som Bobby Durán
- Alan Arkin som Joe Volpi
- Tomás Milián som Menocal
- Daniel Davis som Marion Chigwell
- Tony Plana som Julio Ramos
- Betsy Brantley som Diane
- Lise Cutter som Patty
- Richard Farnsworth som The Professor
- Mark Rydell som Meyer Lansky
- Vasek Simek som Willy
- Fred Asparagus som "Baby" Hernández
- Richard Portnow som Mike MacClaney
- Dion Anderson som Roy Forbes
- Carmine Caridi som Captain Potts
- Raul Julia (ukreediteret) som Arturo Durán